# Bedi
Bedi är en ort i Indien.   Den ligger i distriktet Jāmnagar och delstaten Gujarat, i den västra delen av landet, 1 000 km sydväst om huvudstaden New Delhi. Bedi ligger 9 meter över havet och antalet invånare är 21 327.
Terrängen runt Bedi är mycket platt. Runt Bedi är det tätbefolkat, med 636 invånare per kvadratkilometer. Närmaste större samhälle är Jamnagar, 4,0 km sydost om Bedi. Runt Bedi är det i huvudsak tätbebyggt.